# Big Cartoon DataBase
O Big Cartoon DataBase (também conhecido pela abreviação BCDB) é uma base de dados online de informação sobre, Série de desenho animado, Filmes de animação, e Curta-metragem animada.

## História
O projeto BCDB começou em 1996 como uma lista de desenhos animados da Disney no computador do criador Dave Koch. Em resposta ao crescente interesse no material, o Banco de dados entrou em funcionamento em 1998 como um recurso de busca, dedicado a compilar informações sobre desenhos animados, incluindo detalhes da produção, como dubladores, produtores e diretores, resumos de enredos. Em 2003 BCDB tornou-se uma organização sem fins lucrativos. Em 24 de junho de 2009, foi anunciada pelo criador Dave Koch que o site BCDB tinha atingido a marca de 100.000 títulos incluídos no banco de dados.

## Características
Uma das característica do BCDB é seu "Top Rated", uma página que oferece uma lista dos 25 melhores filmes de animação e a lista dos 20 piores cartoons, votado pelos usuários registrados do site. BCDB também inclui um fórum, onde os usuários expressam suas opiniões sobre desenhos animados, ou fazer perguntas sobre eles. O fórum está disponível para todos os usuários registrados.
Outras características incluem notícias relacionadas a indústria da animação e a galeria de imagens, que permite aos usuários ver imagens de personagens de desenhos animados e várias tomadas de filmes populares.

## Reconhecimento
Em 2002, o "The San Diego Union Tribune" elogiou o BCDB e escreveu: "com mais de 42.000 desenhos, 2.000 séries e 1.300 opiniões dos desenhos animados, este pode ser um dos maiores bancos de dados da Internet, sobre cartoons".  Em 2005 "Apple Hot News" escreveu: "The Big Cartoon Database é o lugar para encontrar informações detalhadas sobre qualquer desenhos animados de todos os tempos".
O BCDB é usado como referência por fontes como o The Hartford Courant, The San Diego Union Tribune, Oakland Tribune, Beacon News, USA Today, e Animation World Network, entre outros.